# Paraguitelia pinheyi
Paraguitelia pinheyi är en skalbaggsart som beskrevs av Reé Michel Quentin och Jean François Villiers 1971. Paraguitelia pinheyi ingår i släktet Paraguitelia och familjen långhorningar.
Artens utbredningsområde är Zimbabwe. Inga underarter finns listade i Catalogue of Life.